# Abra scarlatoi
Abra scarlatoi is een tweekleppigensoort uit de familie van de Semelidae. De wetenschappelijke naam van de soort werd in 2004 gepubliceerd door Kamenev.